# CEGES-SOMA
CEGES-SOMA és l'acrònim del Centre d'études et de documentation guerre et société contemporaine (CEGES) - Studie- en Documentatiecentrum Oorlog en Hedendaagse Maatschappij és una institució belga, anomenada fins a 1997 Centre de recherches et d'études historiques de la Segona Guerra Mundial dependent de la política científica federal que recull documentació i dirigeix la recerca sobre les guerres i conflictes del segle XX i el seu impacte a Bèlgica. Va ser fundat el 13 de desembre de 1967 per investigar els efectes de la  II Guerra Mundial a Bèlgica.
Des de 1969, el Centre recull i fa inventari d'arxius, llibres, revistes, diaris, fotografies, entrevistes, cartells i fulletons. Els visitants poden veure un catàleg informàtic que conté tota la documentació, bé per Internet, o bé en la sala de lectura de l'edifici monumental de a la l'Aviation a Brussel·les.
El SOMA està a 29 Square de l'Aviation/Luchtvaartsquare, 1070 Brussel·les.
El Servei Austríac de la Memòria dona suport al CEGES-SOMA, mitjançant l'enviament de voluntaris. El Centre és membre de la Xarxa Europea per la Història Contemporània (European Network for Contemporary History, EURHISTXX).

## Directors
- Jean Vanwelkenhuyzen (1969-1989)
- José Gotovitch
- Rudi Van Doorslaer
- Nico Wouters